# Primera División de Chile 2019
La Primera División de Chile 2019, oficialmente llamada «Campeonato Nacional AFP PlanVital 2019», fue la 103.º edición de la primera categoría del fútbol chileno. El campeonato lo organiza la Asociación Nacional de Fútbol Profesional (ANFP).
Universidad Católica logró alcanzar su decimocuarta estrella, además de lograr el segundo bicampeonato de su historia.
Las novedades para este torneo fueron los regresos de Coquimbo Unido, que volvió a la máxima categoría del fútbol chileno tras 11 años de ausencia, después de coronarse campeón de la Primera B 2018, y de Cobresal, que regresó a la máxima categoría luego de un año y medio de estar ausente, después de ganar la Final de la Liguilla al vencer a Cobreloa.
El torneo fue nombrado en referencia a AFP PlanVital, el nuevo auspiciador del torneo, la cual firmó un contrato por 2 años en reemplazo de Scotiabank, que nombró al campeonato por 5 años.
El torneo fue suspendido abruptamente en la fecha 24, debido al Estallido Social. Luego de cinco semanas de manifestaciones a nivel nacional, la ANFP intentó reiniciar el torneo en la fecha 26: solo un partido se disputó completo y un segundo fue suspendido luego que hinchas de Colo-Colo interrumpieron el partido en desarrollo entre Unión La Calera y Deportes Iquique en el Estadio Bicentenario de La Florida. 
El campeonato fue nuevamente suspendido y no pudo ser finalizado. Tras previa consulta al Consejo de Presidentes, Universidad Católica fue declarado campeón y recibió su trofeo en el Estadio San Carlos de Apoquindo, debido a que hasta esa fecha lideraba el torneo con 13 puntos de ventaja sobre su más cercano perseguidor, faltando dieciocho puntos por disputar.

## Sistema
Se deberían haber jugado 30 fechas, bajo el sistema de todos contra todos, en dos ruedas, de las cuales se disputaron 24 para la mayoría de los equipos y 25 en el caso de Iquique, Unión La Calera, Unión Española y Cobresal. Se usó el sistema de puntos, de acuerdo a la reglamentación de la Internacional F.A. Board, asignándose tres puntos al equipo ganador; un punto, en caso de empate; y ninguno al perdedor. El campeón, además del segundo y el tercero clasificarán a la Copa Libertadores 2020, mientras el 4°, 5°, 6° y 7° se llevarán un cupo a la Copa Sudamericana 2020. En la zona baja, los últimos dos clasificados descenderán automáticamente a la Primera B 2020.
El orden de clasificación de los equipos, se determinará en una tabla de cómputo general, de la siguiente manera:
- 1) Mayor cantidad de puntos;
- 2) Mayor diferencia de goles a favor; en caso de igualdad;
- 3) Mayor cantidad de goles convertidos; en caso de igualdad;
- 4) Mayor cantidad de goles de visita marcados; en caso de igualdad;
- 5) Menor cantidad de tarjetas rojas recibidas; en caso de igualdad;
- 6) Menor cantidad de tarjetas amarillas recibidas; en caso de igualdad;
- 7) Sorteo.

En cuanto al campeón del torneo, se definirá de acuerdo al siguiente sistema:
- A) Mayor cantidad de puntos obtenidos; en caso de igualdad;
- B) Partido de definición en cancha neutral.

En caso de que la igualdad sea de más de dos equipos, esta se dejará reducida a dos clubes, de acuerdo al orden de clasificación de los equipos determinado anteriormente.

## Árbitros

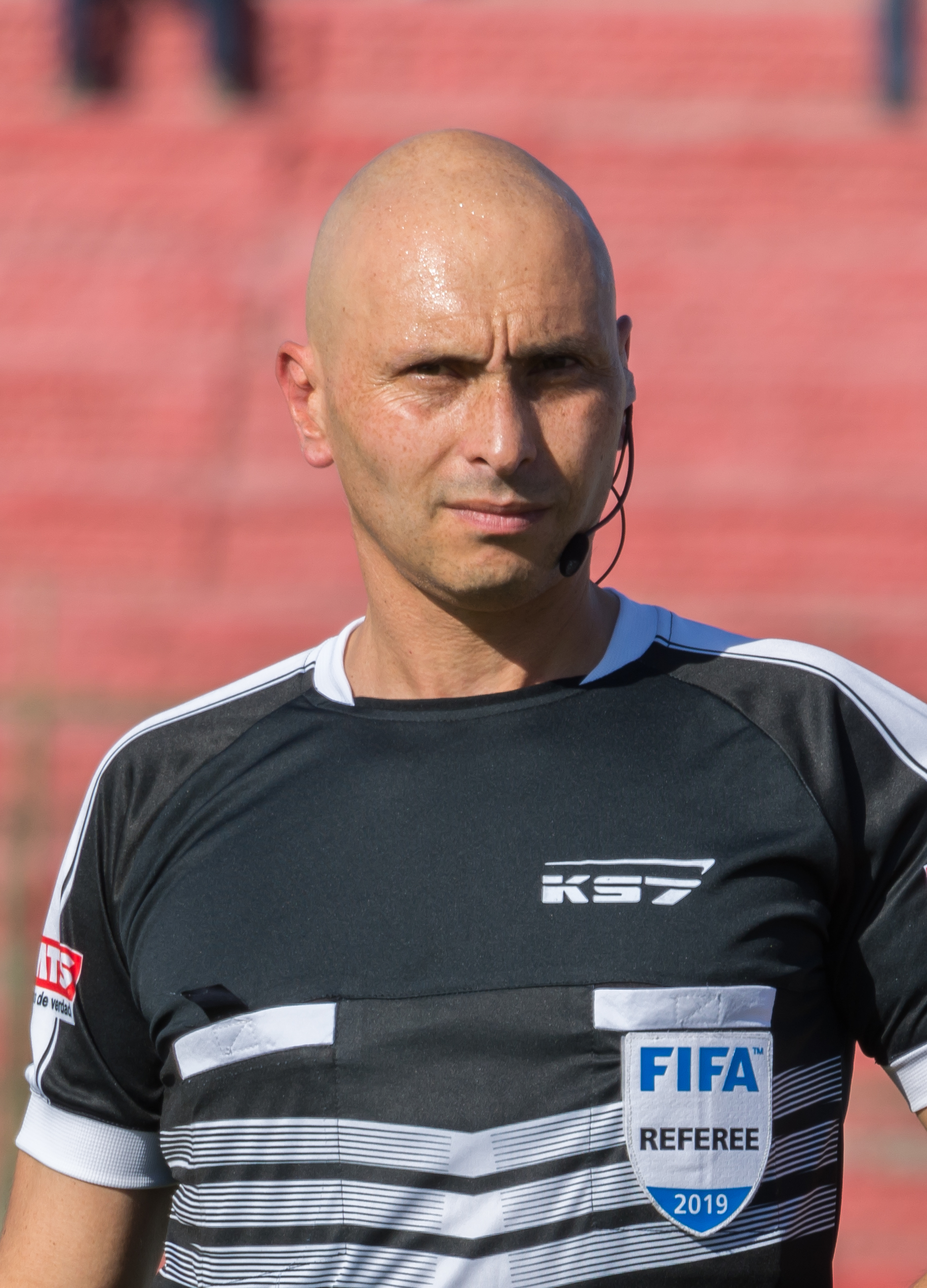
César Deischler, árbitro con categoría FIFA.

Esta es la lista de todos los árbitros disponibles que podrán dirigir partidos este torneo. Los árbitros que aparecen en la lista, pueden dirigir en las otras dos categorías profesionales, si la ANFP así lo estime conveniente. Los árbitros de la Primera B; Cristián Droguett, Nicolás Gamboa y Juan Lara, se incorporan a esta categoría, mientras que Cristián Andaur pasó a arbitrar a la Primera B. Además, los árbitros Crisitan Garay y Felipe González pasan ser árbitros fifa .
| Árbitros           | Edad    | Categoría |
| ------------------ | ------- | --------- |
| Fabián Aracena     | 40 años |           |
| Franco Arrué       | 47 años |           |
| Julio Bascuñán     | 47 años |           |
| José Cabero        | 40 años |           |
| César Deischler    | 48 años |           |
| Cristián Droguett  | 47 años |           |
| Eduardo Gamboa     | 48 años |           |
| Nicolás Gamboa     | 37 años |           |
| Cristián Garay     | 36 años |           |
| Francisco Gilabert | 43 años |           |
| Felipe González    | 45 años |           |
| Angelo Hermosilla  | 46 años |           |
| Héctor Jona        | 43 años |           |
| Juan Lara          | 36 años |           |
| Piero Maza         | 40 años |           |
| Christian Rojas    | 49 años |           |
| Roberto Tobar      | 47 años |           |

## Participantes

### Localización
| Equipo                    | Región        | Ciudad        |
| ------------------------- | ------------- | ------------- |
| Deportes Iquique          | Tarapacá      | Iquique       |
| Deportes Antofagasta      | Antofagasta   | Antofagasta   |
| Cobresal                  | Atacama       | El Salvador   |
| Coquimbo Unido            | Coquimbo      | Coquimbo      |
| Everton                   | Valparaíso    | Viña del Mar  |
| Unión La Calera           | Valparaíso    | La Calera     |
| Audax Italiano            | Metropolitana | La Florida    |
| Colo-Colo                 | Metropolitana | Macul         |
| Palestino                 | Metropolitana | La Cisterna   |
| Unión Española            | Metropolitana | Independencia |
| Universidad Católica      | Metropolitana | Las Condes    |
| Universidad de Chile      | Metropolitana | Nuñoa         |
| O'Higgins                 | O'Higgins     | Rancagua      |
| Curicó Unido              | Maule         | Curicó        |
| Huachipato                | Biobío        | Talcahuano    |
| Universidad de Concepción | Biobío        | Concepción    |

| Audax Italiano Universidad de Chile Colo-Colo Universidad Católica Unión Española Palestino |

## Relevos
| Pos   | a Primera División 2019 |
| ----- | ----------------------- |
| 1.º   | Coquimbo Unido          |
| Prom. | Cobresal                |

| Pos  | a Primera B 2019 |
| ---- | ---------------- |
| 15.º | Deportes Temuco  |
| 16.º | San Luis         |

## Información
| Audax Italiano                       | Juan José Ribera       | Bicentenario de La Florida       | 12.000 | Macron       | Traverso                |
| Cobresal                             | Gustavo Huerta         | El Cobre                         | 12.000 | KS7          | PF Alimentos            |
| Colo-Colo                            | Mario Salas            | Monumental                       | 47.347 | Umbro        | MG Motor                |
| Coquimbo Unido                       | Patricio Graff         | Francisco Sánchez Rumoroso       | 18.000 | CAFU         | PF Alimentos            |
| Curicó Unido                         | Hugo Vilches           | La Granja                        | 8.278  | OneFit       | Multihogar              |
| Deportes Antofagasta                 | Juan Manuel Azconzábal | Bicentenario Calvo y Bascuñán    | 21.100 | CAFU         | Minera Escondida        |
| Deportes Iquique                     | Jaime Vera             | Municipal de Cavancha            | 5.500  | Rete         | Universidad Arturo Prat |
| Everton                              | Javier Torrente        | Sausalito                        | 21.000 | Pirma        | Marathonbet             |
| Huachipato                           | Gustavo Florentín      | Huachipato - CAP Acero           | 10.500 | OneFit       | PF Alimentos            |
| O'Higgins                            | Marco Antonio Figueroa | El Teniente                      | 14.000 | Adidas       | Sun Monticello          |
| Palestino                            | Ivo Basay              | Municipal de La Cisterna         | 12.000 | Capelli      | Bank of Palestine       |
| Unión Española                       | Ronald Fuentes         | Santa Laura Universidad-SEK      | 19.887 | Kappa        | Universidad SEK         |
| Unión La Calera                      | Walter Coyette         | Nicolás Chahuán Nazar            | 9.200  | Lyon         | PF Alimentos            |
| Universidad Católica                 | Gustavo Quinteros      | San Carlos de Apoquindo          | 14.880 | Under Armour | DirecTV                 |
| Universidad de Chile                 | Hernán Caputto         | Nacional Julio Martínez Pradanos | 48.665 | Adidas       | Petrobras               |
| Universidad de Concepción            | Francisco Bozán        | Ester Roa Rebolledo              | 33.000 | KS7          | Algoritmos              |
| Actualizado el 06 de octubre de 2019 |                        |                                  |        |              |                         |

## Extranjeros
Cada equipo podrá incluir, dentro de su lista de jugadores, un máximo de cinco extranjeros. Los jugadores juveniles no se consideran dentro de este número. La información dada en la lista puede variar durante el período de fichajes. Además, algunos equipos pueden exceder este límite, siempre y cuando el período ya mencionado aún no haya finalizado, bajo la condición de que el jugador que exceda el límite no esté inscrito reglamentariamente.
| Jugadores Extranjeros                          | Jugadores Extranjeros | Jugadores Extranjeros | Jugadores Extranjeros | Jugadores Extranjeros | Jugadores Extranjeros  | Jugadores Extranjeros |
| Equipo                                         | Jugador 1             | Jugador 2             | Jugador 3             | Jugador 4             | Jugador 5              | Excedente             |
| ---------------------------------------------- | --------------------- | --------------------- | --------------------- | --------------------- | ---------------------- | --------------------- |
| Audax Italiano                                 | Manuel Fernández      | Rodrigo Holgado       | Jesús Hernández       | Bernio Verghagen      |                        |                       |
| Cobresal                                       | Ever Cantero          | José David Portillo   | Sebastián López       | Rodrigo Cabrera       | Marcelo Cañete         |                       |
| Colo-Colo                                      | Matías Zaldivia       | Juan Insaurralde      | Iván Rossi            | Pablo Mouche          | Gabriel Costa          |                       |
| Coquimbo Unido                                 | Matías Cano           | Mauricio Yedro        | Alejandro Melo        | Jonathan Benítez      | Jesús Ramírez          |                       |
| Curicó Unido                                   | Gonzalo Bustamante    | Daniel Franco         | Diego Vera            | Héber García          | Carlos Suárez          |                       |
| Deportes Antofagasta                           | Eduard Bello          | Ricardo Blanco        | Tobias Figueroa       | Nery Leyes            | Francisco Fydriszewski | [ extra. 1 ]          |
| Deportes Iquique                               | Mariano Barbieri      | Andrés Imperiale      | Luis Silba            | Facundo Guichón       | Jacobo Kouffati        | [ extra. 2 ]          |
| Everton                                        | Fernando Arismendi    | Juan Cuevas           | Cristian Campestrini  | Gonzalo Freitas       | Walter González        |                       |
| Huachipato                                     | Federico Pereyra      | Anthony Blondell      | Alexander Succar      | Juan Sánchez Sotelo   | Antonio Castillo       | [ extra. 3 ]          |
| O'Higgins                                      | Matias Cahais         | Agustín Doffo         | Renzo López           | Facundo Castro        | Fabrizio Ramírez       |                       |
| Palestino                                      | Lucas Passerini       | Agustín Farías        | Federico Castro       | Luis Mago             | Federico Lanzillota    | [ extra. 4 ]          |
| Unión Española                                 | Mauro Caballero       | José Manuel Aja       | Yulián Mejía          | Rafael Arace          |                        |                       |
| Unión La Calera                                | Pablo Alvarado        | Matias Laba           | Augusto Batalla       | Eugenio Isnaldo       | Nicolás Stefanelli     |                       |
| Universidad Católica                           | Luciano Aued          | Diego Buonanotte      | Matías Dituro         | Sebastián Sáez        | Duvier Riascos         |                       |
| Universidad de Chile                           | Matías Rodríguez      | Nicolás Oroz          | Lucas Aveldaño        | Marcos Riquelme       | Leonardo Fernández     | [ extra. 5 ]          |
| Universidad de Concepción                      | Alexis Rolín          | Gustavo Mencia        | Germán Voboril        | Josepmir Ballón       | Luis Riveros           |                       |
| Actualizado el 25 de agosto de 2019, 18:32 UTC |                       |                       |                       |                       |                        |                       |
| 1. 2. 3. 4. 5.                                 |                       |                       |                       |                       |                        |                       |

## Clasificación
| Pos. | Equipo                    | Pts. | PJ | G  | E  | P  | GF | GC | Dif. |  |
| ---- | ------------------------- | ---- | -- | -- | -- | -- | -- | -- | ---- |  |
| 1    | Universidad Católica (C)  | 53   | 24 | 16 | 5  | 3  | 44 | 14 | +30  |  |
| 2    | Colo-Colo                 | 40   | 24 | 11 | 7  | 6  | 37 | 30 | +7   |  |
| 3    | Palestino                 | 38   | 24 | 10 | 8  | 6  | 42 | 31 | +11  |  |
| 4    | Unión La Calera           | 37   | 25 | 9  | 10 | 6  | 29 | 23 | +6   |  |
| 5    | Coquimbo Unido            | 34   | 24 | 8  | 10 | 6  | 29 | 27 | +2   |  |
| 6    | Huachipato                | 34   | 24 | 9  | 7  | 8  | 31 | 30 | +1   |  |
| 7    | Audax Italiano            | 34   | 24 | 10 | 4  | 10 | 35 | 35 | 0    |  |
| 8    | O'Higgins                 | 34   | 24 | 10 | 4  | 10 | 34 | 35 | −1   |  |
| 9    | Unión Española            | 34   | 25 | 10 | 4  | 11 | 32 | 35 | −3   |  |
| 10   | Cobresal                  | 34   | 25 | 10 | 4  | 11 | 31 | 39 | −8   |  |
| 11   | Everton                   | 29   | 24 | 7  | 8  | 9  | 21 | 24 | −3   |  |
| 12   | Deportes Antofagasta      | 27   | 24 | 7  | 6  | 11 | 34 | 35 | −1   |  |
| 13   | Curicó Unido              | 26   | 24 | 6  | 8  | 10 | 36 | 43 | −7   |  |
| 14   | Deportes Iquique          | 25   | 25 | 6  | 7  | 12 | 24 | 40 | −16  |  |
| 15   | Universidad de Chile CC   | 24   | 24 | 4  | 12 | 8  | 32 | 38 | −6   |  |
| 16   | Universidad de Concepción | 23   | 24 | 5  | 8  | 11 | 23 | 35 | −12  |  |

Actualizado a los partidos jugados el 22 de noviembre de 2019.
 Fuente: RSSSF
     Campeón. Clasifica a la Copa Libertadores.
     Clasifica a la Copa Libertadores.
     Clasifica a la Copa Sudamericana.

## Evolución
| Equipo / Fecha            | 01 | 02 | 03 | 04 | 05 | 06 | 07 | 08 | 09 | 10 | 11 | 12 | 13 | 14 | 15 | 16 | 17 | 18 | 19 | 20 | 21ó | 22 | 23 | 24 | [ n. 1 ] |
| ------------------------- | -- | -- | -- | -- | -- | -- | -- | -- | -- | -- | -- | -- | -- | -- | -- | -- | -- | -- | -- | -- | --- | -- | -- | -- | -------- |
| Universidad Católica      | 4  | 6  | 4  | 4  | 1  | 4  | 2  | 1  | 1  | 1  | 1  | 1  | 1  | 1  | 1  | 1  | 1  | 1  | 1  | 1  | 1   | 1  | 1  | 1  | 1        |
| Colo-Colo                 | 2  | 1  | 1  | 1  | 4  | 2  | 4  | 4  | 4  | 3  | 3  | 2  | 2  | 2  | 2  | 2  | 2  | 2  | 2  | 2  | 3   | 2  | 2  | 2  | 2        |
| Palestino                 | 15 | 5  | 10 | 6  | 6  | 7  | 8  | 5  | 7  | 9  | 9  | 9  | 7  | 7  | 7  | 6  | 7  | 4  | 6  | 7  | 4   | 3  | 3  | 3  | 3        |
| Unión La Calera           | 3  | 2  | 2  | 3  | 5  | 3  | 3  | 3  | 2  | 2  | 2  | 3  | 5  | 4  | 3  | 3  | 3  | 3  | 4  | 4  | 7   | 8  | 7  | 4  | 4        |
| Coquimbo Unido            | 13 | 13 | 6  | 10 | 10 | 12 | 7  | 10 | 6  | 7  | 7  | 7  | 8  | 10 | 8  | 7  | 9  | 7  | 5  | 5  | 8   | 7  | 4  | 5  | 5        |
| Huachipato                | 5  | 9  | 11 | 7  | 9  | 10 | 6  | 8  | 9  | 11 | 11 | 10 | 10 | 9  | 10 | 10 | 10 | 10 | 9  | 8  | 5   | 6  | 8  | 6  | 6        |
| Audax Italiano            | 16 | 10 | 12 | 14 | 15 | 11 | 14 | 9  | 11 | 6  | 6  | 5  | 4  | 5  | 4  | 4  | 4  | 6  | 7  | 3  | 2   | 4  | 5  | 7  | 7        |
| O'Higgins                 | 12 | 7  | 3  | 2  | 3  | 5  | 5  | 6  | 5  | 5  | 5  | 8  | 6  | 6  | 6  | 9  | 8  | 5  | 3  | 6  | 6   | 5  | 6  | 8  | 8        |
| Unión Española            | 14 | 8  | 5  | 5  | 2  | 1  | 1  | 2  | 3  | 4  | 4  | 4  | 3  | 3  | 5  | 5  | 5  | 8  | 10 | 10 | 10  | 9  | 9  | 9  | 9        |
| Cobresal                  | 6  | 12 | 15 | 15 | 16 | 16 | 16 | 15 | 16 | 15 | 15 | 15 | 16 | 14 | 13 | 12 | 13 | 14 | 12 | 11 | 9   | 10 | 10 | 10 | 10       |
| Everton                   | 10 | 14 | 16 | 11 | 7  | 9  | 13 | 13 | 8  | 10 | 10 | 12 | 12 | 11 | 11 | 11 | 11 | 11 | 11 | 13 | 13  | 12 | 11 | 11 | 11       |
| Deportes Antofagasta      | 1  | 4  | 9  | 8  | 12 | 6  | 9  | 12 | 14 | 14 | 14 | 14 | 14 | 16 | 14 | 14 | 15 | 15 | 15 | 15 | 15  | 14 | 13 | 12 | 12       |
| Curicó Unido              | 8  | 11 | 13 | 13 | 8  | 8  | 12 | 11 | 13 | 8  | 8  | 6  | 9  | 8  | 9  | 8  | 6  | 9  | 8  | 9  | 11  | 11 | 12 | 13 | 13       |
| Deportes Iquique          | 9  | 3  | 8  | 12 | 11 | 14 | 10 | 7  | 10 | 12 | 12 | 11 | 11 | 12 | 12 | 13 | 12 | 12 | 13 | 12 | 12  | 13 | 14 | 15 | 14       |
| Universidad de Chile      | 7  | 15 | 7  | 9  | 13 | 15 | 15 | 16 | 15 | 16 | 16 | 16 | 15 | 13 | 15 | 15 | 14 | 13 | 14 | 14 | 14  | 15 | 15 | 14 | 15       |
| Universidad de Concepción | 11 | 16 | 14 | 16 | 14 | 13 | 11 | 14 | 12 | 13 | 13 | 13 | 13 | 15 | 16 | 16 | 16 | 16 | 16 | 16 | 16  | 16 | 16 | 16 | 16       |

| 1. 2. 3. |

## Resultados

### Primera rueda
- Los horarios corresponden al huso horario del Chile: UTC-4 en horario estándar y UTC-3 en horario de verano

| Fecha 1                   | Fecha 1   | Fecha 1              | Fecha 1           | Fecha 1       | Fecha 1 |
| Local                     | Resultado | Visita               | Estadio           | Fecha         | Hora    |
| ------------------------- | --------- | -------------------- | ----------------- | ------------- | ------- |
| Unión La Calera           | 2-0       | Palestino            | Nicolás Chahuán   | 15 de febrero | 18:00   |
| Coquimbo Unido            | 1-2       | Universidad Católica | Francisco Sánchez | 15 de febrero | 20:30   |
| Deportes Iquique          | 0-0       | Curicó Unido         | Cavancha          | 16 de febrero | 12:00   |
| Universidad de Chile      | 1-1       | Cobresal             | Nacional          | 16 de febrero | 18:30   |
| Universidad de Concepción | 0-0       | Everton              | Ester Roa         | 16 de febrero | 21:00   |
| Huachipato                | 2-1       | O'Higgins            | Ester Roa         | 17 de febrero | 12:00   |
| Unión Española            | 1-3       | Colo-Colo            | Santa Laura       | 17 de febrero | 19:00   |
| Audax Italiano            | 0-3       | Deportes Antofagasta | La Florida        | 17 de febrero | 21:30   |

| Fecha 2              | Fecha 2   | Fecha 2                   | Fecha 2                 | Fecha 2       | Fecha 2 |
| Local                | Resultado | Visita                    | Estadio                 | Fecha         | Hora    |
| -------------------- | --------- | ------------------------- | ----------------------- | ------------- | ------- |
| Deportes Antofagasta | 1-2       | Unión Española            | Calvo y Bascuñán        | 22 de febrero | 18:00   |
| Colo-Colo            | 1-0       | Universidad de Concepción | Monumental              | 22 de febrero | 20:30   |
| Everton              | 1-2       | Unión La Calera           | Sausalito               | 23 de febrero | 12:00   |
| O'Higgins            | 1-0       | Universidad de Chile      | El Teniente             | 23 de febrero | 18:00   |
| Curicó Unido         | 0-0       | Coquimbo Unido            | La Granja               | 23 de febrero | 20:30   |
| Cobresal             | 1-2       | Audax Italiano            | El Cobre                | 24 de febrero | 12:00   |
| Palestino            | 3-1       | Huachipato                | La Cisterna             | 24 de febrero | 17:30   |
| Universidad Católica | 0-1       | Deportes Iquique          | San Carlos de Apoquindo | 24 de febrero | 20:00   |

| Fecha 3                   | Fecha 3   | Fecha 3              | Fecha 3           | Fecha 3     | Fecha 3 |
| Local                     | Resultado | Visita               | Estadio           | Fecha       | Hora    |
| ------------------------- | --------- | -------------------- | ----------------- | ----------- | ------- |
| Audax Italiano            | 0-2       | Universidad Católica | La Florida        | 1 de marzo  | 21:00   |
| Deportes Iquique          | 1-3       | O'Higgins            | Cavancha          | 2 de marzo  | 12:00   |
| Unión Española            | 1-0       | Palestino            | Santa Laura       | 2 de marzo  | 18:00   |
| Universidad de Chile      | 3-0       | Huachipato           | Nacional          | 2 de marzo  | 20:30   |
| Coquimbo Unido            | 4-0       | Everton              | Francisco Sánchez | 3 de marzo  | 12:00   |
| Curicó Unido              | 3-4       | Colo-Colo            | La Granja         | 3 de marzo  | 18:30   |
| Unión La Calera           | 2-1       | Cobresal             | Nicolás Chahuán   | 3 de marzo  | 21:00   |
| Universidad de Concepción | 1-1       | Deportes Antofagasta | Ester Roa         | 25 de marzo | 20:00   |

| Fecha 4               | Fecha 4   | Fecha 4                   | Fecha 4                 | Fecha 4     | Fecha 4 |
| Local                 | Resultado | Visita                    | Estadio                 | Fecha       | Hora    |
| --------------------- | --------- | ------------------------- | ----------------------- | ----------- | ------- |
| O'Higgins             | 2-0       | Coquimbo Unido            | El Teniente             | 8 de marzo  | 19:00   |
| Huachipato            | 2-0       | Audax Italiano            | Huachipato-CAP          | 9 de marzo  | 12:00   |
| bgcolor=#defPalestino | 4-1       | Universidad de Concepción | La Cisterna             | 9 de marzo  | 17:30   |
| Universidad Católica  | 1-0       | Unión La Calera           | San Carlos de Apoquindo | 9 de marzo  | 20:00   |
| Everton               | 2-0       | Deportes Iquique          | Sausalito               | 10 de marzo | 12:00   |
| Universidad de Chile  | 1-2       | Unión Española            | Nacional                | 10 de marzo | 15:30   |
| Cobresal              | 0-0       | Colo-Colo                 | El Cobre                | 10 de marzo | 17:45   |
| Deportes Antofagasta  | 1-1       | Curicó Unido              | Calvo y Bascuñán        | 10 de marzo | 20:30   |

| Fecha 5                   | Fecha 5   | Fecha 5              | Fecha 5           | Fecha 5     | Fecha 5 |
| Local                     | Resultado | Visita               | Estadio           | Fecha       | Hora    |
| ------------------------- | --------- | -------------------- | ----------------- | ----------- | ------- |
| Curicó Unido              | 3-1       | Cobresal             | La Granja         | 15 de marzo | 18:00   |
| Unión Española            | 2-1       | Huachipato           | Santa Laura       | 15 de marzo | 20:30   |
| Universidad de Concepción | 2-1       | Universidad de Chile | Ester Roa         | 16 de marzo | 18:00   |
| Audax Italiano            | 2-2       | O'Higgins            | La Florida        | 16 de marzo | 20:30   |
| Colo-Colo                 | 2-3       | Universidad Católica | Monumental        | 17 de marzo | 12:00   |
| Deportes Iquique          | 3-3       | Palestino            | Cavancha          | 17 de marzo | 16:00   |
| Coquimbo Unido            | 1-1       | Unión La Calera      | Francisco Sánchez | 17 de marzo | 18:15   |
| Everton                   | 1-0       | Deportes Antofagasta | Sausalito         | 17 de marzo | 20:30   |

| Fecha 6              | Fecha 6   | Fecha 6                   | Fecha 6                 | Fecha 6     | Fecha 6 |
| Local                | Resultado | Visita                    | Estadio                 | Fecha       | Hora    |
| -------------------- | --------- | ------------------------- | ----------------------- | ----------- | ------- |
| Palestino            | 1-2       | Audax Italiano            | La Cisterna             | 27 de marzo | 17:30   |
| Unión La Calera      | 3-1       | Universidad de Concepción | Nicolás Chahuán         | 29 de marzo | 18:30   |
| Colo-Colo            | 2-0       | Deportes Iquique          | Monumental              | 30 de marzo | 18:00   |
| O'Higgins            | 0-2       | Unión Española            | El Teniente             | 30 de marzo | 20:30   |
| Deportes Antofagasta | 3-1       | Universidad de Chile      | Calvo y Bascuñán        | 31 de marzo | 12:00   |
| Universidad Católica | 0-0       | Curicó Unido              | San Carlos de Apoquindo | 31 de marzo | 18:00   |
| Huachipato           | 0-0       | Coquimbo Unido            | Huachipato-CAP          | 31 de marzo | 20:30   |
| Everton              | 2-1       | Cobresal                  | Sausalito               | 13 de junio | 12:30   |

| Fecha 7                   | Fecha 7   | Fecha 7              | Fecha 7           | Fecha 7    | Fecha 7 |
| Local                     | Resultado | Visita               | Estadio           | Fecha      | Hora    |
| ------------------------- | --------- | -------------------- | ----------------- | ---------- | ------- |
| Palestino                 | 1-1       | O'Higgins            | La Cisterna       | 5 de abril | 17:00   |
| Huachipato                | 3-1       | Cobresal             | Huachipato-CAP    | 5 de abril | 20:00   |
| Coquimbo Unido            | 2-0       | Colo-Colo            | Francisco Sánchez | 6 de abril | 15:30   |
| Universidad de Concepción | 1-0       | Audax Italiano       | Ester Roa         | 6 de abril | 18:30   |
| Deportes Iquique          | 2-0       | Deportes Antofagasta | Cavancha          | 7 de abril | 12:30   |
| Everton                   | 1-2       | Universidad Católica | Sausalito         | 7 de abril | 15:00   |
| Universidad de Chile      | 1-1       | Unión La Calera      | Nacional          | 7 de abril | 17:30   |
| Unión Española            | 2-1       | Curicó Unido         | Santa Laura       | 7 de abril | 20:00   |

| Fecha 8              | Fecha 8   | Fecha 8                   | Fecha 8                 | Fecha 8     | Fecha 8 |
| Local                | Resultado | Visita                    | Estadio                 | Fecha       | Hora    |
| -------------------- | --------- | ------------------------- | ----------------------- | ----------- | ------- |
| Curicó Unido         | 2-2       | Everton                   | La Granja               | 12 de abril | 20:00   |
| Deportes Iquique     | 3-2       | Unión Española            | Cavancha                | 13 de abril | 12:30   |
| Colo-Colo            | 3-2       | O'Higgins                 | Monumental              | 13 de abril | 15:30   |
| Audax Italiano       | 2-0       | Coquimbo Unido            | La Florida              | 13 de abril | 18:00   |
| Unión La Calera      | 2-1       | Huachipato                | Nicolás Chahuán         | 13 de abril | 21:00   |
| Universidad Católica | 4-0       | Universidad de Chile      | San Carlos de Apoquindo | 14 de abril | 12:00   |
| Deportes Antofagasta | 0-1       | Palestino                 | Calvo y Bascuñán        | 14 de abril | 18:00   |
| Cobresal             | 1-0       | Universidad de Concepción | El Cobre                | 14 de abril | 20:30   |

| Fecha 9                   | Fecha 9   | Fecha 9              | Fecha 9          | Fecha 9     | Fecha 9 |
| Local                     | Resultado | Visita               | Estadio          | Fecha       | Hora    |
| ------------------------- | --------- | -------------------- | ---------------- | ----------- | ------- |
| Universidad de Concepción | 1-0       | Deportes Iquique     | Ester Roa        | 19 de abril | 15:30   |
| O'Higgins                 | 2-0       | Cobresal             | El Teniente      | 19 de abril | 18:00   |
| Palestino                 | 1-2       | Universidad Católica | La Cisterna      | 20 de abril | 15:00   |
| Huachipato                | 1-1       | Colo-Colo            | Huachipato-CAP   | 20 de abril | 17:30   |
| Audax Italiano            | 1-1       | Unión La Calera      | La Florida       | 20 de abril | 20:00   |
| Universidad de Chile      | 3-3       | Curicó Unido         | Nacional         | 21 de abril | 15:30   |
| Deportes Antofagasta      | 0-1       | Coquimbo Unido       | Calvo y Bascuñán | 21 de abril | 18:00   |
| Unión Española            | 0-4       | Everton              | Santa Laura      | 21 de abril | 20:30   |

| Fecha 10             | Fecha 10  | Fecha 10                  | Fecha 10                | Fecha 10    | Fecha 10 |
| Local                | Resultado | Visita                    | Estadio                 | Fecha       | Hora     |
| -------------------- | --------- | ------------------------- | ----------------------- | ----------- | -------- |
| Colo-Colo            | 1-0       | Deportes Antofagasta      | Monumental              | 26 de abril | 20:30    |
| Deportes Iquique     | 0-1       | Cobresal                  | Cavancha                | 27 de abril | 12:30    |
| Everton              | 1-1       | Universidad de Chile      | Sausalito               | 27 de abril | 15:30    |
| Curicó Unido         | 4-2       | Huachipato                | La Granja               | 27 de abril | 18:00    |
| Unión La Calera      | 2-0       | O'Higgins                 | Nicolás Chahuán         | 28 de abril | 12:30    |
| Universidad Católica | 3-1       | Universidad de Concepción | San Carlos de Apoquindo | 28 de abril | 15:00    |
| Unión Española       | 0-2       | Audax Italiano            | Santa Laura             | 28 de abril | 17:30    |
| Coquimbo Unido       | 2-2       | Palestino                 | Francisco Sánchez       | 28 de abril | 20:00    |

| Fecha 11                  | Fecha 11  | Fecha 11             | Fecha 11          | Fecha 11  | Fecha 11 |
| Local                     | Resultado | Visita               | Estadio           | Fecha     | Hora     |
| ------------------------- | --------- | -------------------- | ----------------- | --------- | -------- |
| Palestino                 | 1-0       | Everton              | La Cisterna       | 3 de mayo | 16:00    |
| Universidad de Concepción | 1-2       | Curicó Unido         | Ester Roa         | 3 de mayo | 20:00    |
| O'Higgins                 | 1-0       | Universidad Católica | El Teniente       | 4 de mayo | 15:30    |
| Huachipato                | 1-1       | Deportes Iquique     | Huachipato-CAP    | 4 de mayo | 18:00    |
| Coquimbo Unido            | 2-0       | Unión Española       | Francisco Sánchez | 4 de mayo | 20:30    |
| Cobresal                  | 2-2       | Deportes Antofagasta | El Cobre          | 5 de mayo | 12:30    |
| Unión La Calera           | 1-1       | Colo-Colo            | Nicolás Chahuán   | 5 de mayo | 15:00    |
| Audax Italiano            | 3-1       | Universidad de Chile | La Florida        | 5 de mayo | 17:30    |

| Fecha 12             | Fecha 12  | Fecha 12                  | Fecha 12         | Fecha 12   | Fecha 12 |
| Local                | Resultado | Visita                    | Estadio          | Fecha      | Hora     |
| -------------------- | --------- | ------------------------- | ---------------- | ---------- | -------- |
| Deportes Antofagasta | 0-1       | Huachipato                | Calvo y Bascuñán | 10 de mayo | 20:00    |
| Deportes Iquique     | 1-0       | Unión La Calera           | Cavancha         | 11 de mayo | 12:30    |
| Curicó Unido         | 2-1       | O'Higgins                 | La Granja        | 11 de mayo | 15:00    |
| Colo-Colo            | 2-1       | Palestino                 | Monumental       | 11 de mayo | 17:30    |
| Everton              | 0-2       | Audax Italiano            | Sausalito        | 12 de mayo | 12:00    |
| Cobresal             | 0-2       | Universidad Católica      | El Cobre         | 12 de mayo | 15:00    |
| Unión Española       | 1-0       | Universidad de Concepción | Santa Laura      | 12 de mayo | 17:30    |
| Universidad de Chile | 1-1       | Coquimbo Unido            | Nacional         | 12 de mayo | 20:00    |

| Fecha 13             | Fecha 13  | Fecha 13                  | Fecha 13                | Fecha 13   | Fecha 13 |
| Local                | Resultado | Visita                    | Estadio                 | Fecha      | Hora     |
| -------------------- | --------- | ------------------------- | ----------------------- | ---------- | -------- |
| Palestino            | 3-0       | Cobresal                  | La Cisterna             | 17 de mayo | 15:30    |
| Unión La Calera      | 1-2       | Unión Española            | Nicolás Chahuán         | 17 de mayo | 18:00    |
| Universidad Católica | 5-1       | Deportes Antofagasta      | San Carlos de Apoquindo | 17 de mayo | 20:30    |
| Universidad de Chile | 1-1       | Colo-Colo                 | Nacional                | 18 de mayo | 12:00    |
| O'Higgins            | 2-1       | Everton                   | El Teniente             | 18 de mayo | 18:30    |
| Huachipato           | 1-0       | Universidad de Concepción | Huachipato-CAP          | 19 de mayo | 12:30    |
| Coquimbo Unido       | 1-1       | Deportes Iquique          | Francisco Sánchez       | 19 de mayo | 15:00    |
| Audax Italiano       | 3-1       | Curicó Unido              | La Florida              | 19 de mayo | 17:30    |

| Fecha 14                  | Fecha 14  | Fecha 14             | Fecha 14                | Fecha 14    | Fecha 14 |
| Local                     | Resultado | Visita               | Estadio                 | Fecha       | Hora     |
| ------------------------- | --------- | -------------------- | ----------------------- | ----------- | -------- |
| Cobresal                  | 4-1       | Coquimbo Unido       | El Cobre                | 24 de mayo  | 18:00    |
| Everton                   | 0-0       | Huachipato           | Sausalito               | 24 de mayo  | 20:30    |
| Deportes Antofagasta      | 1-1       | Unión La Calera      | Calvo y Bascuñán        | 25 de mayo  | 14:45    |
| Colo-Colo                 | 3-0       | Audax Italiano       | Monumental              | 25 de mayo  | 19:30    |
| Deportes Iquique          | 2-4       | Universidad de Chile | Zorros del Desierto     | 26 de mayo  | 12:30    |
| Curicó Unido              | 1-1       | Palestino            | La Granja               | 26 de mayo  | 15:00    |
| Universidad de Concepción | 1-1       | O'Higgins            | Ester Roa               | 26 de mayo  | 17:30    |
| Universidad Católica      | 0-0       | Unión Española       | San Carlos de Apoquindo | 11 de junio | 20:30    |

| Fecha 15        | Fecha 15  | Fecha 15                  | Fecha 15          | Fecha 15    | Fecha 15 |
| Local           | Resultado | Visita                    | Estadio           | Fecha       | Hora     |
| --------------- | --------- | ------------------------- | ----------------- | ----------- | -------- |
| Coquimbo Unido  | 2-2       | Universidad de Concepción | Francisco Sánchez | 26 de julio | 20:00    |
| Unión Española  | 1-3       | Cobresal                  | Santa Laura       | 27 de julio | 12:30    |
| Palestino       | 1-1       | Universidad de Chile      | La Cisterna       | 27 de julio | 15:00    |
| Audax Italiano  | 3-1       | Deportes Iquique          | La Florida        | 27 de julio | 20:00    |
| O'Higgins       | 3-6       | Deportes Antofagasta      | El Teniente       | 28 de julio | 12:30    |
| Huachipato      | 0-1       | Universidad Católica      | Huachipato-CAP    | 28 de julio | 15:00    |
| Colo-Colo       | 0-0       | Everton                   | Monumental        | 28 de julio | 17:30    |
| Unión La Calera | 2-0       | Curicó Unido              | Nicolás Chahuán   | 28 de julio | 20:00    |

### Segunda rueda
| Fecha 16                  | Fecha 16  | Fecha 16             | Fecha 16         | Fecha 16    | Fecha 16 |
| Local                     | Resultado | Visita               | Estadio          | Fecha       | Hora     |
| ------------------------- | --------- | -------------------- | ---------------- | ----------- | -------- |
| Unión Española            | 1 - 1     | Unión La Calera      | Santa Laura      | 2 de agosto | 19:30    |
| Deportes Iquique          | 0 - 1     | Coquimbo Unido       | Cavancha         | 3 de agosto | 12:30    |
| Cobresal                  | 2 - 1     | O'Higgins            | El Cobre         | 3 de agosto | 15:00    |
| Huachipato                | 0 - 2     | Palestino            | Huachipato - CAP | 3 de agosto | 17:30    |
| Universidad de Chile      | 1 - 1     | Audax Italiano       | Nacional         | 3 de agosto | 20:00    |
| Universidad de Concepción | 0 - 3     | Universidad Católica | Ester Roa        | 4 de agosto | 12:30    |
| Deportes Antofagasta      | 1 - 1     | Everton              | Calvo y Bascuñán | 4 de agosto | 15:00    |
| Colo-Colo                 | 0 - 1     | Curicó Unido         | Monumental       | 4 de agosto | 17:30    |

| Fecha 17             | Fecha 17  | Fecha 17                  | Fecha 17                | Fecha 17     | Fecha 17 |
| Local                | Resultado | Visita                    | Estadio                 | Fecha        | Hora     |
| -------------------- | --------- | ------------------------- | ----------------------- | ------------ | -------- |
| Curicó Unido         | 4 - 2     | Universidad de Concepción | La Granja               | 9 de agosto  | 19:30    |
| Cobresal             | 0 - 1     | Deportes Iquique          | El Cobre                | 10 de agosto | 12:30    |
| Universidad de Chile | 1 - 0     | Deportes Antofagasta      | Nacional                | 10 de agosto | 15:00    |
| Everton              | 1 - 0     | Unión Española            | Sausalito               | 10 de agosto | 17:30    |
| Audax Italiano       | 0 - 1     | Huachipato                | La Florida              | 10 de agosto | 20:00    |
| Palestino            | 1 - 1     | Unión La Calera           | La Cisterna             | 11 de agosto | 12:30    |
| O'Higgins            | 1 - 0     | Colo-Colo                 | El Teniente             | 11 de agosto | 15:00    |
| Universidad Católica | 1 - 1     | Coquimbo Unido            | San Carlos de Apoquindo | 11 de agosto | 17:30    |

| Fecha 18                  | Fecha 18  | Fecha 18             | Fecha 18                | Fecha 18     | Fecha 18 |
| Local                     | Resultado | Visita               | Estadio                 | Fecha        | Hora     |
| ------------------------- | --------- | -------------------- | ----------------------- | ------------ | -------- |
| Colo-Colo                 | 1 - 0     | Unión Española       | Monumental              | 16 de agosto | 19:30    |
| O'Higgins                 | 4 - 1     | Deportes Iquique     | El Teniente             | 17 de agosto | 12:30    |
| Coquimbo Unido            | 2 - 1     | Curicó Unido         | Francisco Sánchez       | 17 de agosto | 15:00    |
| Universidad Católica      | 1 - 0     | Everton              | San Carlos de Apoquindo | 17 de agosto | 17:30    |
| Universidad de Concepción | 1 - 1     | Huachipato           | Ester Roa               | 17 de agosto | 20:00    |
| Unión La Calera           | 0 - 0     | Universidad de Chile | Nicolás Chahuán         | 18 de agosto | 12:30    |
| Deportes Antofagasta      | 2 - 0     | Cobresal             | Calvo y Bascuñán        | 18 de agosto | 15:00    |
| Audax Italiano            | 2 - 3     | Palestino            | La Florida              | 18 de agosto | 17:30    |

| Fecha 19             | Fecha 19  | Fecha 19                  | Fecha 19         | Fecha 19     | Fecha 19 |
| Local                | Resultado | Visita                    | Estadio          | Fecha        | Hora     |
| -------------------- | --------- | ------------------------- | ---------------- | ------------ | -------- |
| Unión Española       | 0 - 1     | O'Higgins                 | Santa Laura      | 23 de agosto | 19:30    |
| Cobresal             | 1 - 0     | Unión La Calera           | El Cobre         | 24 de agosto | 12:30    |
| Palestino            | 2 - 2     | Colo-Colo                 | La Cisterna      | 24 de agosto | 15:30    |
| Everton              | 0 - 2     | Coquimbo Unido            | Sausalito        | 24 de agosto | 18:00    |
| Curicó Unido         | 2 - 2     | Audax Italiano            | La Granja        | 24 de agosto | 20:30    |
| Deportes Iquique     | 2 - 2     | Universidad de Concepción | Cavancha         | 25 de agosto | 12:00    |
| Universidad de Chile | 1 - 1     | Universidad Católica      | Nacional         | 25 de agosto | 15:00    |
| Huachipato           | 4 - 3     | Deportes Antofagasta      | Huachipato - CAP | 25 de agosto | 17:30    |

| Fecha 20                  | Fecha 20  | Fecha 20             | Fecha 20          | Fecha 20        | Fecha 20 |
| Local                     | Resultado | Visita               | Estadio           | Fecha           | Hora     |
| ------------------------- | --------- | -------------------- | ----------------- | --------------- | -------- |
| Unión La Calera           | 0 - 0     | Everton              | Nicolás Chahuán   | 30 de agosto    | 19:30    |
| Curicó Unido              | 1 - 2     | Deportes Iquique     | La Granja         | 31 de agosto    | 12:30    |
| Coquimbo Unido            | 2 - 2     | Universidad de Chile | Francisco Sánchez | 31 de agosto    | 15:00    |
| Audax Italiano            | 3 - 2     | Unión Española       | La Florida        | 31 de agosto    | 20:00    |
| Universidad de Concepción | 0 - 0     | Palestino            | Ester Roa         | 1 de septiembre | 12:30    |
| Deportes Antofagasta      | 1 - 2     | Universidad Católica | Calvo y Bascuñán  | 1 de septiembre | 15:00    |
| O'Higgins                 | 0 - 3     | Huachipato           | El Teniente       | 1 de septiembre | 17:30    |
| Colo-Colo                 | 0 - 2     | Cobresal             | Monumental        | 1 de septiembre | 20:00    |

| Fecha 21                  | Fecha 21  | Fecha 21             | Fecha 21                | Fecha 21         | Fecha 21 |
| Local                     | Resultado | Visita               | Estadio                 | Fecha            | Hora     |
| ------------------------- | --------- | -------------------- | ----------------------- | ---------------- | -------- |
| Huachipato                | 2 - 0     | Curicó Unido         | Huachipato - CAP        | 13 de septiembre | 19:30    |
| Palestino                 | 2 - 0     | Coquimbo Unido       | La Cisterna             | 14 de septiembre | 12:30    |
| Deportes Iquique          | 1 - 3     | Audax Italiano       | Cavancha                | 14 de septiembre | 15:00    |
| Unión Española            | 1 - 1     | Universidad de Chile | Santa Laura             | 14 de septiembre | 17:30    |
| Universidad de Concepción | 3 - 1     | Colo-Colo            | Ester Roa               | 15 de septiembre | 12:30    |
| Cobresal                  | 2 - 1     | Everton              | El Cobre                | 15 de septiembre | 15:00    |
| Universidad Católica      | 0 - 0     | O'Higgins            | San Carlos de Apoquindo | 15 de septiembre | 17:30    |
| Unión La Calera           | 2 - 3     | Deportes Antofagasta | Nicolás Chahuán         | 15 de septiembre | 20:00    |

| Fecha 22             | Fecha 22  | Fecha 22                  | Fecha 22          | Fecha 22         | Fecha 22 |
| Local                | Resultado | Visita                    | Estadio           | Fecha            | Hora     |
| -------------------- | --------- | ------------------------- | ----------------- | ---------------- | -------- |
| Everton              | 1 - 0     | Universidad de Concepción | Sausalito         | 27 de septiembre | 20:30    |
| Coquimbo Unido       | 1 - 1     | Deportes Antofagasta      | Francisco Sánchez | 28 de septiembre | 12:30    |
| Universidad de Chile | 2 - 3     | Palestino                 | Nacional          | 28 de septiembre | 15:00    |
| Curicó Unido         | 1 - 4     | Universidad Católica      | La Granja         | 28 de septiembre | 17:30    |
| Unión Española       | 4 - 0     | Deportes Iquique          | Santa Laura       | 28 de septiembre | 20:00    |
| Audax Italiano       | 2 - 4     | Colo-Colo                 | La Florida        | 29 de septiembre | 15:00    |
| Cobresal             | 1 - 1     | Huachipato                | El Cobre          | 29 de septiembre | 17:30    |
| O'Higgins            | 3 - 1     | Unión La Calera           | El Teniente       | 29 de septiembre | 20:00    |

| Fecha 23                  | Fecha 23  | Fecha 23             | Fecha 23                | Fecha 23     | Fecha 23 |
| Local                     | Resultado | Visita               | Estadio                 | Fecha        | Hora     |
| ------------------------- | --------- | -------------------- | ----------------------- | ------------ | -------- |
| Huachipato                | 1 - 2     | Unión La Calera      | Huachipato - CAP        | 4 de octubre | 20:30    |
| Deportes Antofagasta      | 3 - 1     | O'Higgins            | Calvo y Bascuñán        | 5 de octubre | 12:00    |
| Colo-Colo                 | 3 - 2     | Universidad de Chile | Monumental              | 5 de octubre | 15:00    |
| Universidad de Concepción | 1 - 1     | Unión Española       | Ester Roa               | 5 de octubre | 17:30    |
| Deportes Iquique          | 0 - 0     | Everton              | Cavancha                | 6 de octubre | 12:30    |
| Palestino                 | 4 - 2     | Curicó Unido         | La Cisterna             | 6 de octubre | 15:00    |
| Universidad Católica      | 5 - 0     | Cobresal             | San Carlos de Apoquindo | 6 de octubre | 17:30    |
| Coquimbo Unido            | 1 - 0     | Audax Italiano       | Francisco Sánchez       | 6 de octubre | 20:00    |

| Fecha 24             | Fecha 24  | Fecha 24                  | Fecha 24         | Fecha 24      | Fecha 24 |
| Local                | Resultado | Visita                    | Estadio          | Fecha         | Hora     |
| -------------------- | --------- | ------------------------- | ---------------- | ------------- | -------- |
| O'Higgins            | 1 - 2     | Universidad de Concepción | El Teniente      | 13 de octubre | 12:30    |
| Cobresal             | 3 - 2     | Palestino                 | El Cobre         | 15 de octubre | 15:30    |
| Unión Española       | 3 - 1     | Coquimbo Unido            | Santa Laura      | 15 de octubre | 18:00    |
| Deportes Antofagasta | 1 - 0     | Audax Italiano            | Calvo y Bascuñán | 15 de octubre | 20:30    |
| Unión La Calera      | 1 - 0     | Universidad Católica      | Nicolás Chahuán  | 16 de octubre | 18:30    |
| Colo-Colo            | 2 - 2     | Huachipato                | Monumental       | 16 de octubre | 21:00    |
| Everton              | 2 - 1     | Curicó Unido              | Sausalito        | 17 de octubre | 18:30    |
| Universidad de Chile | 2 - 1     | Deportes Iquique          | Nacional         | 17 de octubre | 21:00    |

| Fecha 25                  | Fecha 25  | Fecha 25             | Fecha 25                | Fecha 25  | Fecha 25  |
| Local                     | Resultado | Visita               | Estadio                 | Fecha     | Hora      |
| ------------------------- | --------- | -------------------- | ----------------------- | --------- | --------- |
| Palestino                 | vs.       | Unión Española       | La Cisterna             | Cancelado | Cancelado |
| Audax Italiano            | vs.       | Cobresal             | La Florida              | Cancelado | Cancelado |
| Curicó Unido              | vs.       | Deportes Antofagasta | La Granja               | Cancelado | Cancelado |
| Universidad de Chile      | vs.       | Everton              | Nacional                | Cancelado | Cancelado |
| Universidad de Concepción | vs.       | Unión La Calera      | Ester Roa               | Cancelado | Cancelado |
| Universidad Católica      | vs.       | Colo-Colo            | San Carlos de Apoquindo | Cancelado | Cancelado |
| Deportes Iquique          | vs.       | Huachipato           | Cavancha                | Cancelado | Cancelado |
| Coquimbo Unido            | vs.       | O'Higgins            | Francisco Sánchez       | Cancelado | Cancelado |

| Fecha 26             | Fecha 26  | Fecha 26                  | Fecha 26                | Fecha 26        | Fecha 26  |
| Local                | Resultado | Visita                    | Estadio                 | Fecha           | Hora      |
| -------------------- | --------- | ------------------------- | ----------------------- | --------------- | --------- |
| Unión La Calera      | 0 - 0     | Deportes Iquique          | La Florida              | 22 de noviembre | 11:00     |
| Cobresal             | 3 - 2     | Unión Española            | El Cobre                | 22 de noviembre | 13:15     |
| Colo-Colo            | vs.       | Coquimbo Unido            | Monumental              | Cancelado       | Cancelado |
| Deportes Antofagasta | vs.       | Universidad de Concepción | Calvo y Bascuñán        | Cancelado       | Cancelado |
| O'Higgins            | vs.       | Curicó Unido              | El Teniente             | Cancelado       | Cancelado |
| Huachipato           | vs.       | Universidad de Chile      | Huachipato - CAP        | Cancelado       | Cancelado |
| Everton              | vs.       | Palestino                 | Sausalito               | Cancelado       | Cancelado |
| Universidad Católica | vs.       | Audax Italiano            | San Carlos de Apoquindo | Cancelado       | Cancelado |

| Fecha 27                  | Fecha 27  | Fecha 27             | Fecha 27            | Fecha 27  | Fecha 27  |
| Local                     | Resultado | Visita               | Estadio             | Fecha     | Hora      |
| ------------------------- | --------- | -------------------- | ------------------- | --------- | --------- |
| Universidad de Chile      | vs.       | O'Higgins            | Nacional            | Cancelado | Cancelado |
| Universidad de Concepción | vs.       | Cobresal             | Ester Roa Rebolledo | Cancelado | Cancelado |
| Palestino                 | vs.       | Deportes Antofagasta | La Cisterna         | Cancelado | Cancelado |
| Deportes Iquique          | vs.       | Colo-Colo            | Carlos Dittborn     | Cancelado | Cancelado |
| Unión Española            | vs.       | Universidad Católica | Santa Laura         | Cancelado | Cancelado |
| Coquimbo Unido            | vs.       | Huachipato           | Francisco Sánchez   | Cancelado | Cancelado |
| Audax Italiano            | vs.       | Everton              | La Florida          | Cancelado | Cancelado |
| Curicó Unido              | vs.       | Unión La Calera      | La Granja           | Cancelado | Cancelado |

## Campeón
|                      |
| Universidad Católica |
|                      |
| 14.° título          |

## Copa Libertadores
| Equipo               | Clasificado | Vía                              |
| -------------------- | ----------- | -------------------------------- |
| Universidad Católica | Chile 1     | 1.° de la Liga                   |
| Colo Colo            | Chile 2     | 2.° de la Liga                   |
| Palestino            | Chile 3     | 3.° de la Liga                   |
| Universidad de Chile | Chile 4     | Subcampeón de la Copa Chile 2019 |

## Copa Sudamericana
| Equipo          | Clasificado | Vía            |
| --------------- | ----------- | -------------- |
| Unión La Calera | Chile 1     | 4.° de la Liga |
| Coquimbo Unido  | Chile 2     | 5.° de la Liga |
| Huachipato      | Chile 3     | 6.° de la Liga |
| Audax Italiano  | Chile 4     | 7.° de la Liga |

## Estadísticas

### Goleadores
| Jugador               | Equipo               | Goles |
| --------------------- | -------------------- | ----- |
| Lucas Passerini       | Palestino            | 14    |
| Ignacio Jeraldino     | Audax Italiano       | 11    |
| Tobías Figueroa       | Deportes Antofagasta | 11    |
| Matías Donoso         | Deportes Iquique     | 10    |
| Roberto Gutiérrez     | Palestino            | 10    |
| José Pedro Fuenzalida | Universidad Católica | 10    |
| Carlos Muñoz          | Cobresal             | 8     |
| Mauro Quiroga         | Curicó Unido         | 8     |
| Sebastián Varas       | Unión Española       | 8     |

### Anotaciones destacadas
Aquí se encuentra la lista de hat-tricks y póker de goles conseguidos en la temporada.
| Día                  | Jugador           | Goles             | Local          | Resultado | Visitante                 | Fecha    |
| -------------------- | ----------------- | ----------------- | -------------- | --------- | ------------------------- | -------- |
| 9 de marzo de 2019   | Roberto Gutiérrez | 45+3' · 76' · 83' | Palestino      | 4 - 1     | Universidad de Concepción | Fecha 4  |
| 9 de abril de 2019   | Álvaro Ramos      | 44' · 53' · 60'   | Unión Española | 0 - 4     | Everton                   | Fecha 9  |
| 18 de agosto de 2019 | Lucas Passerini   | 44' · 53' · 60'   | Audax Italiano | 2 - 3     | Palestino                 | Fecha 18 |
| 25 de agosto de 2019 | Javier Altamirano | 51' · 74 · 90+3'  | Huachipato     | 4 - 3     | Deportes Antofagasta      | Fecha 19 |
| 6 de octubre de 2019 | Lucas Passerini   | 40' · 56' · 90+6' | Palestino      | 4 - 2     | Curicó Unido              | Fecha 23 |

### Autogoles
| Autogoles                            | Autogoles        | Autogoles                 | Autogoles | Autogoles |
| Jugador                              | Equipo           | Favorecido                | Goles     | Fecha     |
| ------------------------------------ | ---------------- | ------------------------- | --------- | --------- |
| Mauricio Zenteno                     | Deportes Iquique | Everton                   | 1         | 4°        |
| Juan Fuentes                         | O'Higgins        | Curicó Unido              | 1         | 12°       |
| Sebastián Pérez                      | Deportes Iquique | Unión Española            | 1         | 22°       |
| Matías Cahais                        | O'Higgins        | Universidad de Concepción | 1         | 24°       |
| Mauricio Zenteno                     | Deportes Iquique | Universidad de Chile      | 1         | 24°       |
| Actualizado el 17 de octubre de 2019 |                  |                           |           |           |

## Entrenadores
En la siguiente tabla se muestra los cambios de entrenadores durante el periodo de competición.
| Universidad de Chile                                   | Frank Kudelka           | 1.º - 4.º         |
| Universidad de Chile                                   | Alfredo Arias           | 5.º - 16.º        |
| Universidad de Chile                                   | Hernán Caputto          | 17.º en adelante. |
| Deportes Antofagasta                                   | Gerardo Ameli           | 1.º - 13.º        |
| Deportes Antofagasta                                   | Walter Fiori (interino) | 14.º              |
| Deportes Antofagasta                                   | Juan Manuel Azconzábal  | 15.º en adelante  |
| Huachipato                                             | Nicolás Larcamón        | 1.º - 14.º        |
| Huachipato                                             | Gustavo Florentín       | 15.º en adelante  |
| Deportes Iquique                                       | Pablo Sánchez           | 1.º - 15.º        |
| Deportes Iquique                                       | Jaime Vera              | 16.º en adelante  |
| Unión Española                                         | Fernando Díaz           | 1.º - 19.º        |
| Unión Española                                         | Ronald Fuentes          | 20.º en adelante  |
| Unión La Calera                                        | Francisco Meneghini     | 1.º - 21.º        |
| Unión La Calera                                        | Walter Coyette          | 22.º en adelante  |
| Everton                                                | Gustavo Díaz            | 1.º - 21.º        |
| Everton                                                | Javier Torrente         | 22.º en adelante  |
| Curicó Unido                                           | Dalcio Giovagnoli       | 1.º - 23.º        |
| Curicó Unido                                           | Hugo Vilches            | 24.º en adelante  |
| 1. 2. 3. 4. 5. 6. 7. 8. 9. 10. 11. 12. 13. 14. 15. 16. |                         |                   |

## Asistencia

### Estadística
| Mejor Asistencia       | 43.646 | Universidad de Chile 2 - 1 Deportes Iquique | Fecha 24 |
| Peor Asistencia        | 372    | Cobresal 3 - 2 Palestino                    | Fecha 24 |
| Actualizado - Fecha 24 |        |                                             |          |

### Promedio
En la siguiente tabla se muestra la asistencia de público a los estadios en los partidos de local de cada equipo. En la primera rueda, Colo-Colo fue el equipo que más gente llevó al estadio.
| N.º                    | Equipo                    | Partidos | Total   | Promedio |
| ---------------------- | ------------------------- | -------- | ------- | -------- |
| 1                      | Universidad de Chile      | 12       | 314.434 | 26.203   |
| 2                      | Colo-Colo                 | 13       | 323.670 | 24.893   |
| 3                      | Universidad Católica      | 11       | 112.567 | 10.233   |
| 4                      | Coquimbo Unido            | 12       | 100.999 | 8.417    |
| 5                      | Everton                   | 11       | 60.477  | 5.498    |
| 6                      | O'Higgins                 | 12       | 65.646  | 5.471    |
| 7                      | Universidad de Concepción | 12       | 52.414  | 4.368    |
| 8                      | Unión La Calera           | 12       | 46.428  | 3.869    |
| 9                      | Unión Española            | 13       | 50.168  | 3.859    |
| 10                     | Curicó Unido              | 11       | 41.152  | 3.741    |
| 11                     | Deportes Antofagasta      | 12       | 38.210  | 3.184    |
| 12                     | Audax Italiano            | 12       | 37.086  | 3.091    |
| 13                     | Huachipato                | 12       | 29.484  | 2.457    |
| 14                     | Deportes Iquique          | 12       | 26.849  | 2.237    |
| 15                     | Palestino                 | 12       | 25.625  | 2.135    |
| 16                     | Cobresal                  | 12       | 13.323  | 1.110    |
| Actualizado - Fecha 23 |                           |          |         |          |

## Regla del Sub-20
- El reglamento del Campeonato Nacional de la Primera División Temporada 2019, señala en su artículo 31 que “en la sumatoria de todos los partidos del Campeonato que dispute cada club, los jugadores chilenos nacidos a partir del 01 de enero de 1998 deberán haber disputado a lo menos el cincuenta por ciento de los minutos efectivamente jugados”. Esta obligación, también se extiende a la Copa Chile y a los torneos de la Primera B y Segunda División Profesional.

- En el caso de cumplimiento entre el 45,1 % al 99,9 % de los minutos, la sanción será la pérdida de tres puntos más una multa de 500 UF, descontándose de la tabla de la fase regular del respectivo campeonato. Si el cumplimiento de los minutos alcanza entre el 40,1 al 45 % de los minutos, el descuento será de seis puntos de pérdida más la multa, y si el cumplimiento alcanza al 40 % o menos de los minutos, el descuento será de nueve puntos, igualmente contando con la multa antes mencionada.

| Equipo                 | m.req | m.dis | m.pen | %     |
| ---------------------- | ----- | ----- | ----- | ----- |
| Audax Italiano         | 1350  | 1208  | 132   | 89.48 |
| Cobresal               | 1350  | 1282  | 68    | 94.97 |
| Colo-Colo              | 1350  | 1543  | 0     | 100   |
| Coquimbo Unido         | 1350  | 1460  | 0     | 100   |
| Curicó Unido           | 1350  | 1635  | 0     | 100   |
| D. Antofagasta         | 1350  | 1440  | 0     | 100   |
| D. Iquique             | 1350  | 1524  | 0     | 100   |
| Everton                | 1350  | 1493  | 0     | 100   |
| Huachipato             | 1350  | 1521  | 0     | 100   |
| O'Higgins              | 1350  | 1980  | 0     | 100   |
| Palestino              | 1350  | 1061  | 289   | 78.59 |
| Unión Española         | 1350  | 1479  | 0     | 100   |
| Unión La Calera        | 1350  | 1595  | 0     | 100   |
| U. Católica            | 1350  | 1430  | 0     | 100   |
| U. de Chile            | 1350  | 1483  | 0     | 100   |
| U. de Concepción       | 1350  | 1068  | 282   | 79.11 |
| Actualizado - Fecha 22 |       |       |       |       |

     Cumplieron con el reglamento. 
     No cumplieron con el reglamento. Incurre en la pérdida de 3 puntos, más una multa de 500 UF (45,1 % al 99,9 %)
     No cumplieron con el reglamento. Incurre en la pérdida de 6 puntos, más una multa de 500 UF (40,1 % al 45,0 %)
     No cumplieron con el reglamento. Incurre en la pérdida de 9 puntos, más una multa de 500 UF (Menos del 40,0 %)